# Le metamorfosi (Antonino Liberale)
Le metamorfosi (in greco antico: Μεταμορφώσεων Συναγωγή?) è una raccolta di 41 racconti scritta da Antonino Liberale nel II secolo d.C. circa. Le favole che compongono l'opera raccontano la trasformazione dei protagonisti in altri esseri, ispirate dalla mitologia greca e dalle Metamorfosi di Ovidio. Le metamorfosi che si compiono nei racconti spesso sono idealizzate dalla figura di sparizioni o tramutamenti in uccelli dei protagonisti.

## Le favole più famose

### Ctesilla

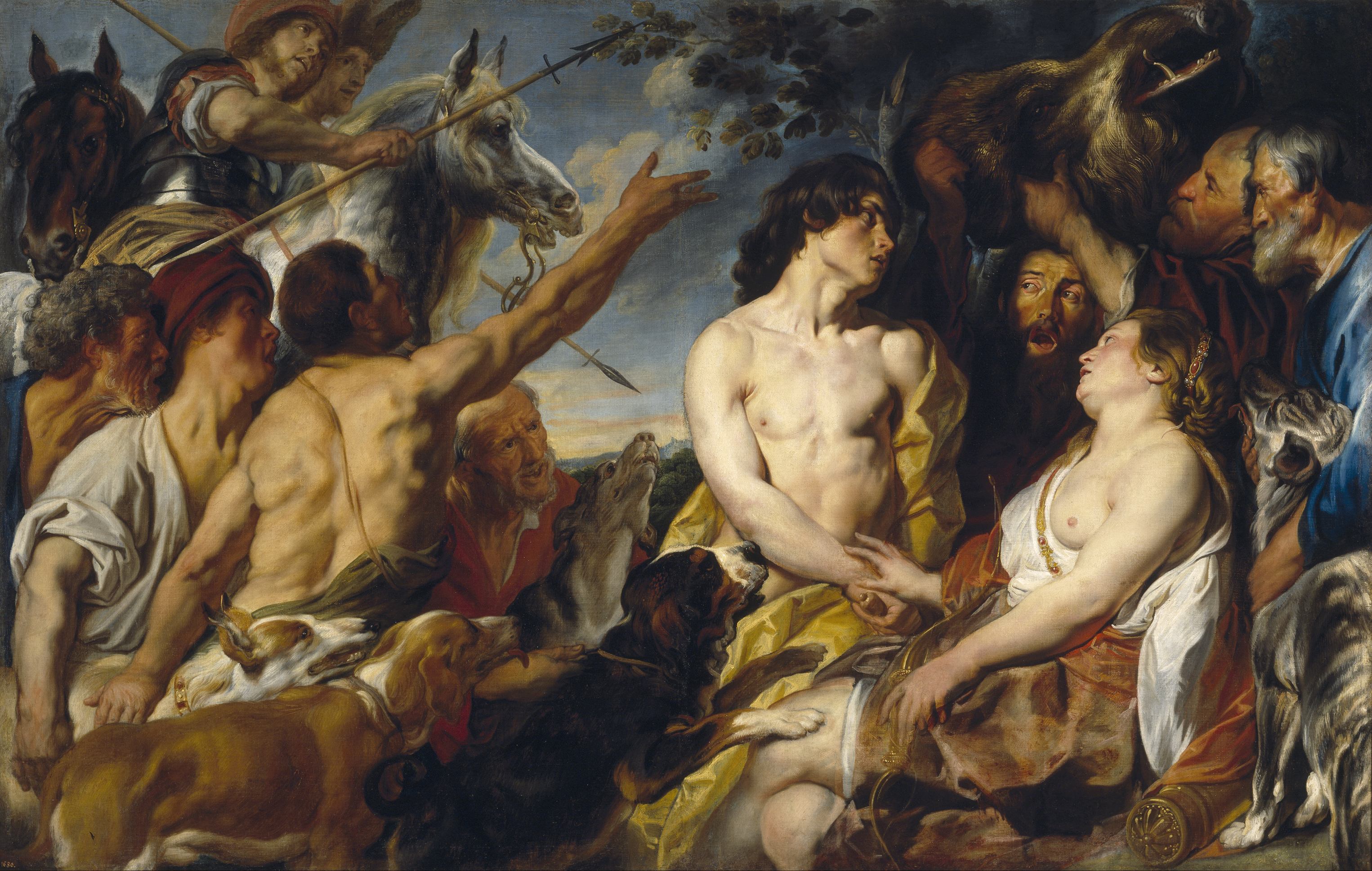
Meleagro e Atalanta, in un dipinto di Jacob Jordaens, conservato al Museo del Prado, Madrid.

Ctesilla era una fanciulla sacerdotessa del tempio di Artemide, dea cacciatrice, presso la città di Atene. Un giorno durante le feste dedicate in onore della Pizia, massima sacerdotessa del tempio, un giovane di nome Ermocare scrisse un messaggio avvolgendolo poi su una mela. Successivamente egli la fece rotolare ai piedi della statua della dea affinché fosse vista da Ctesilla che la prese e srotolò il messaggio leggendolo ad alta voce. Questo era un giuramento scritto appositamente da Ermocare cosicché Ctesilla leggendo le parole dichiarasse apertamente di amare il giovane ateniese e di volerlo sposare. In fondo la ragazza non si stupì molto dopo aver terminato il testo perché vedeva in Ermocare un forte e appetibile marito, ma vi era un problema: il padre della ragazza: Alcidamante. Infatti egli aveva promesso Ctesilla ad un altro uomo e all'inizio quando la ragazza gli presentò Ermocare finse di acconsentire. La sua menzogna verrà considerata a fondo dagli dei perché Alcidamante mentì a Ermocare il quale aveva giurato su Apollo di proteggere e onorare la ragazza. Con l'aiuto di Artemide Ermocare e Ctesilla riescono finalmente a fuggire dalle grinfie di Alcidamante che aveva scoperto il piano dei due e pare che per un poco di tempo i due giovani vivessero felici e contenti. Tuttavia Apollo indignato dal giuramento non rispettato si vendicò su Alcidamante trafiggendo con una delle sue frecce Ctesilla mentre era intenta a svolgere le sue funzioni di sacerdotessa. Straordinariamente durante la cerimonia funebre tenutasi ad Atene fu vista una colomba uscire dal sudario di Ctesilla e questa successivamente disparve. Ermocare stupito chiese all'oracolo di Delfi cosa avesse voluto dire ciò e il responso fu di costruire un tempio in onore della sposa perduta. Ermocare obbedì e l'edificio fu eretto nell'isola di Ceo dove Ctesilla viene adorata con il soprannome di Afrodite.

### Meleagridi
Queste erano le sorelle del nobile Meleagro. Egli era un valoroso eroe famoso per aver preso parte alla spedizione degli Argonauti alla ricerca del Vello d'oro. Tornato dalla Colchide Meleagro combatté molte guerre e uccise perfino un cinghiale presso Caledonio. Il suo grande amore era Atalanta, tuttavia la loro felicità durò poco perché Meleagro si ritrovò a combattere contro i suoi zii i quali volevano usurpargli il trono. Meleagro si vendicò di loro in maniera così scellerata che Apollo ne fu tremendamente offeso e così pianificò la sua morte. Infatti quando Meleagro era ancora in fasce, le Moire si presentarono da sua madre profetizzando la morte del piccolo se il tizzone del fuoco che in quel momento stava ardendo si fosse spento. La donna fece di tutto per tenerlo sempre acceso, dato che questo era magico e non si consumava mai, ma ora Apollo ha deciso di farlo estinguere e così Meleagro morì bruciato nell'interno. Le sue sorelle dette "Meleagridi" piansero e urlarono così a lungo, strappandosi le vesti e i capelli, che la dea Artemide impietositasi di loro, le tramutò tutte in galline faraone.

### Cragaleo
Cragaleo era un giovane della terra di Diropi, posto assai curioso. Infatti pareva che fosse nata da un colpo della clava di Eracle. Un giorno l'eroe corpulento, Artemide e il dio della musica Apollo gli fecero visita per fargli una proposta. Infatti i tre erano in disaccordo sul fatto di chi avrebbe dovuto governare la terra d'Ambracia ed ora si sono rivolti a lui. Apollo ricorda che fu suo figlio a portare l'ordine e la ragione tra il popolo di quella terra, presso l'Epiro, sconfiggendo inoltre molti nemici. Artemide ribatte che fu lei a salvare Ambraciote, figlio di Apollo, dalla furia del tiranno Faleco il quale spedì un leone per ucciderlo. Per ultimo Eracle sostiene che fu lui a distruggere tutti gli invasori dell'Epiro i quali tentarono anche di rubargli le vacche che lui sottrasse in una celebre fatica al mostro Gerione, permettendo inoltre agi abitanti di Corinto di colonizzare l'Ambracia. Al termine del discorso Cragaleo considerò l'orazione migliore quella di Eracle e gli dette il comando della terra, mandando su tutte le furie i dio Apollo che tramutò il giudice in sasso. D'ora in poi gli Ambracioti, discendenti di Eracle, fanno offerte a Cragaleo.

### Egipio
Egipio, figlio del gigante Anteo, era l'amante di Timandra. Il figlio della donna di nome Neofrone era assai geloso del rapporto clandestino e così intersecò una trama perfetta per mettere fuori uso Egipio, servendosi della giovane Bulide. Durante una notte i piani di Neofronte si stavano quasi per compiere alla perfezione mediante l'accecamento e l'uccisione di Egipio quando questi si svegliò. Successivamente l'intervento di Apollo tramutò tutti e quattro i personaggi in uccelli. Gli uomini divennero avvoltoi, Timandra uno sparviero e Bulide un corvo che becca gli occhi delle prede. Neofronte supplicò Zeus, il padre degli Dei, di porre fine a quello strazio e così il dio rispose tramutando semplicemente Bulide in airone, lasciano gli altri alle sembianze in cui erano stati trasformati.

### Anto
Egli era un figlio di Ippodamia. Anto possedeva tre fratelli e una sorella, uno dei quali possedeva un vasto campo verdeggiante per il pascolo dei cavalli. Un giorno l'inesperto Anto fu mandato dai genitori assieme al fratello Erodio a pascolare le bestie sul campo, ma si dimenticò di portare la biada e il farro per il pranzo. Infatti i cavalli, sentendosi terribilmente affamati, divorarono a morsi il giovane. Né il fratello maggiore, né la sorella a causa della sua debolezza riuscirono a salvarlo. Gli dei per pietà tramutarono l'intera famiglia, compreso Anto, in uccelli.

### Lamia

Lamia di Herbert James Draper, 1909.

Secondo il mito originale, Lamia era la bellissima regina della Libia, figlia di Belo: essa ebbe da Zeus il dono di levarsi gli occhi dalle orbite e rimetterli a proprio piacere. Presto Lamia catturò il cuore di Zeus provocando la rabbia di Era, che si vendicò uccidendo i figli che suo marito ebbe da Lamia.

L'unica figlia ad essere risparmiata fu Scilla; probabilmente, anche Sibilla si salvò.
Lamia, lacerata dal dolore, iniziò a sfogarsi divorando i bambini delle altre madri, dei quali succhiava il sangue. Il suo comportamento innaturale fece in modo che la sua bellezza originaria si corrompesse, trasformandola in un essere di orribile aspetto, capace di mutare forma e apparire attraente per sedurre gli uomini, allo scopo di berne il sangue.
Per questo motivo la lamia viene considerata una sorta di vampiro ante litteram.

### Aedona

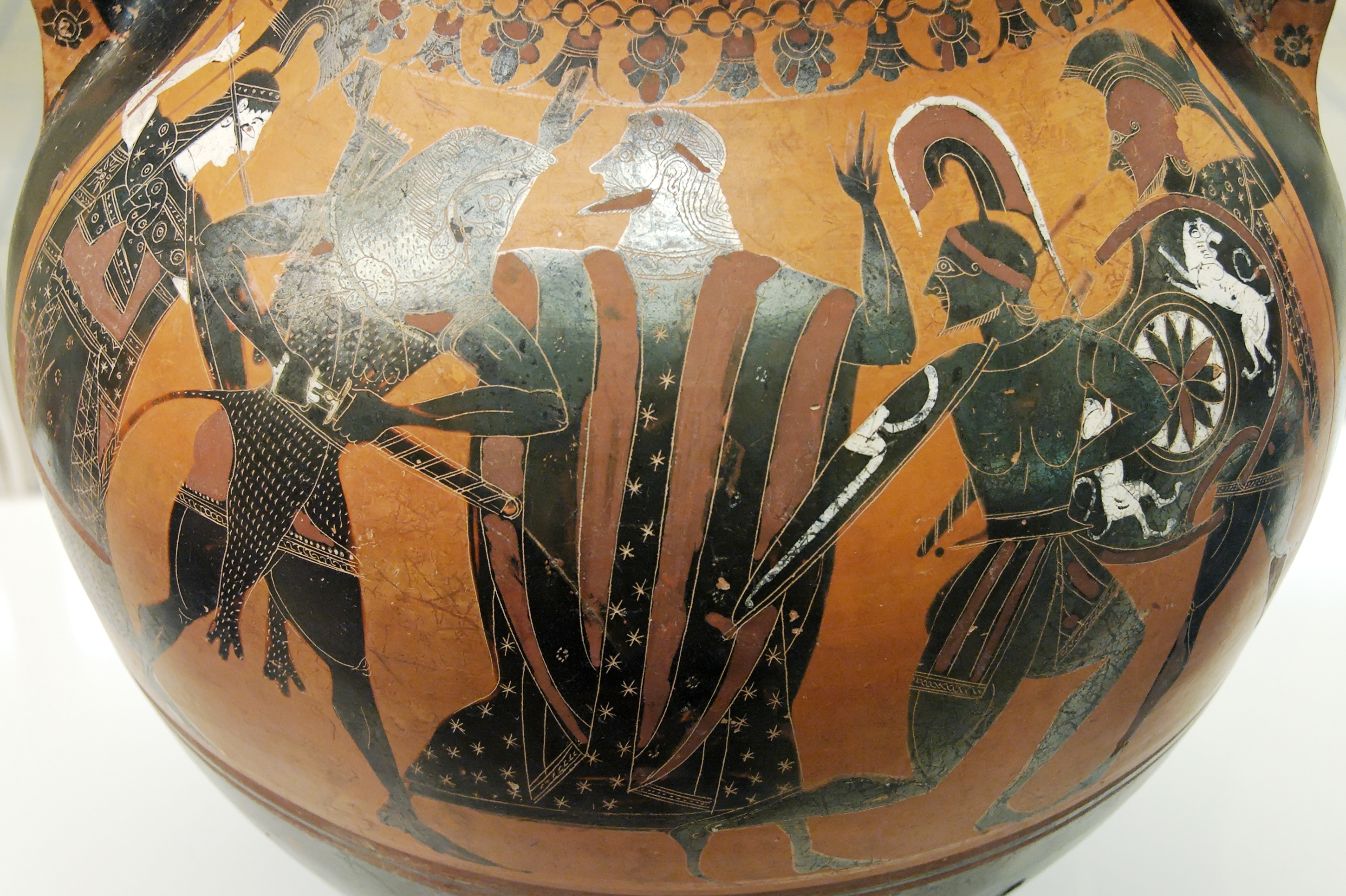
Combattimento fra Eracle e Cicno.

Questa era la sposa di Politecnone, un falegname di Colofone. Dato che la coppia si vantava di amarsi più di Zeus ed Era, i sommi dei mandarono a creare discordia tra i due la dea Eris. Infatti Politecnone e Aedona avevano fatto una sfida: chi dei due avrebbe costruito più in fretta una sedia avrebbe consegnato all'altro una schiava. Vinse Aedona e al marito toccò pagare la penitenza. Sfacciatamente, accecato dai poteri di Eris, Politecnone si presentò dal padre di Aedona e chiese di vedere la sorella Chelidonide la quale appena fuori dalla portata del padre fu violentata e condotta come schiava da Aedona, ma facendo in modo che dall'aspetto non fosse riconosciuta dalla sorella. Un giorno mentre si trovava in casa Aedona sentì la schiava lamentarsi del proprio destino e riconobbe in lei sua sorella. Assieme le donne decisero di farla pagare cara al marito. Infatti questo fu preso, legato, spalmato di miele ed esposto alla mercé degli insetti e delle api. Fortunatamente fu liberato dal padre di Aedona, intanto fuggita con la sorella. Quando Aedona si convinse a perdonare la malefatta del marito era troppo tardi perché Zeus aveva deciso il destino di tutti: infatti tramutò Politecnone in pellicano, la consorte in usignolo, il padre in martin pescatore e la sorella in airone.

### Cirno
Egli era figlio di Ares e di Pirene. Uccideva e derubava i pellegrini in cammino per l'oracolo di Delfi, saltando fuori da una foresta della Tessaglia sacra al dio Apollo.

Fu ucciso da Eracle, che a causa di ciò dovette battersi con Ares. In questa occasione il dio fu battuto dal figlio di Zeus.

Eracle, figlio di Zeus e di Alcmena, riposandosi nel guardare i suoi buoi che pascolavano, ne fu derubato dal Gigante Cicno. Egli li portò in una caverna con uno stratagemma, ma Eracle lo scoprì. Una volta raggiunto il brigante lo stritolò fra le sue braccia possenti e Cicno tentò inutilmente di liberarsi sputando fuoco ma non vi riuscì e perì. Gli studiosi pensano che questo ipotetico scontro fosse da collocare intorno al 600 a.C. e a Pegase, città della Tessaglia non distante dal golfo di Iolco. Il racconto di Esiodo riprende poi con la descrizione dello scudo di Eracle (da cui, inoltre, il poeta aveva tratto la storia della battaglia dell'eroe con il gigante).

### Aspali
Ella era una ragazza proveniente da Mileto, nota per la sua curiosa storia. Presso la città in Ftia governava un tiranno talmente crudele che gli abitanti lo soprannominavano "Il Tartaro" (da un abisso dell'Inferno) e pretendeva che ogni ragazza, ritenuta tra le più belle delle altre, fosse mandata alla sua corte per diventare la sua concubina. Quando toccò ad Aspali la giovine preferì uccidersi mediante l'impiccamento. Il fratello giurò vendetta e si travestì da donna recandosi alla corte del Tartaro. Il suo piano era di uccidere il tiranno prima che il corpo della sorella fosse stato rimosso dal punto in cui penzolava. Fortunatamente il ragazzo riuscì a trafiggere il tiranno grazie ad una spada che aveva nascosto tra le vesti femminili e di seguito si recò verso l'albero su cui si era uccisa Aspali. Ma egli al posto del cadavere trovò appesa una statua di Artemide e l'evento fu considerato sacro e degni di essere venerato, tanto che alla ragazza fu attribuito il soprannome di "Artemide Penzolante".

### Leucippo

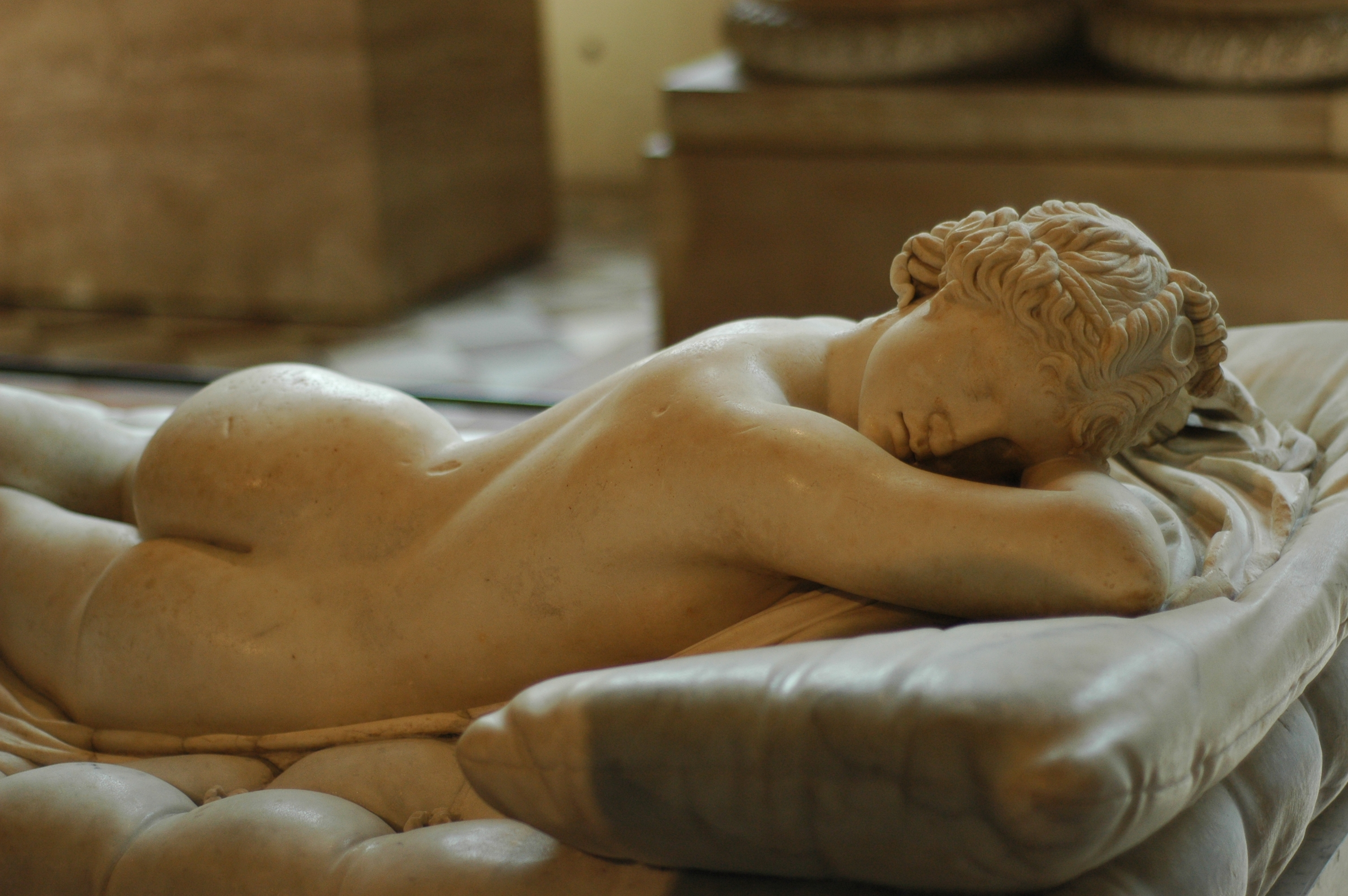
Statua di un Ermafrodito dormiente (forse Lucippo) situata al Museo del Louvre.

Fu uno dei primi ermafroditi della storia. Infatti essendo all'inizio una ragazza proveniente da Creta, Leucippo subì una metamorfosi per mezzo della dea Leto. La madre Galatea originalmente aveva dato alla luce una femmina, sebbene Lampro suo marito le aveva imposto di partorire un maschio. La donna, spaventata dalle ire dell'uomo, mentì sul sesso della ragazza dandole il nome di "Leucippo". Il segreto fu celato a Lampro, tuttavia durante l'adolescenza per Galatea fu molto difficile tenere ancora nascosto il tipo di sesso al marito. Così un giorno ella si recò presso il santuario di Leto, pregando la dea di tramutare sua figlia in maschio, facendo ricorso a molti altri casi di trasformazioni in femmine da maschi e viceversa di varie personalità, quali l'indovino Tiresia. Da giovane questi uccidendo due serpenti che stavano copulando, fu tramutato da Zeus in femmina e per otto anni Tiresia vagò con queste sembianze. Durante l'ottavo anno dalla metamorfosi egli rivide due serpenti nell'atto sessuale ed uccise solo la femmina della coppia ridiventando uomo. E così accadde che Leucippo divenne maschio, con le sembianze di una perfetta donna ma con un pene maschile che fu sempre costretto a celare.

### Clinis

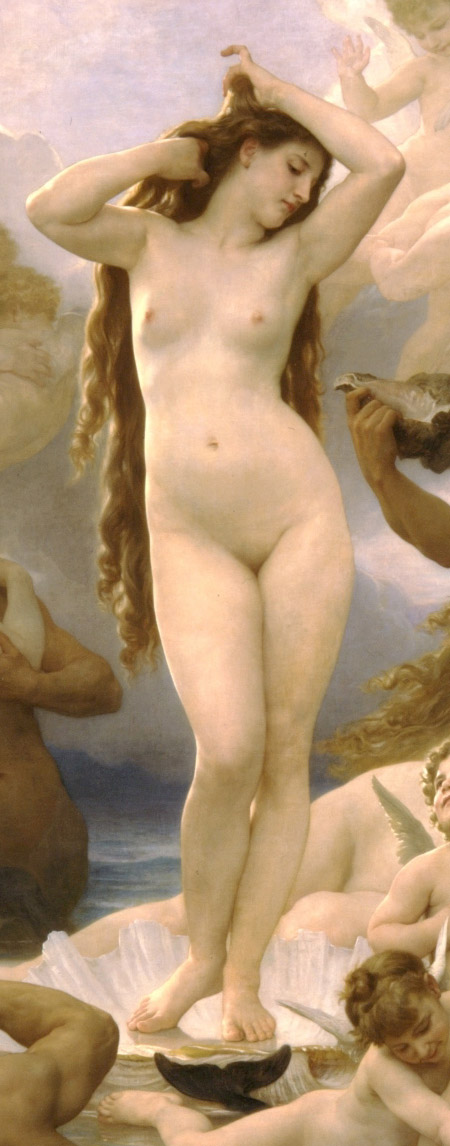
Afrodite in un dipinto di William-Adolphe Bouguereau.

Antonino per raccontare questa storia dichiara che il mito era stato già tramandato da altre bocche quali Simmia e Boeo.

Clinis era originario di Babilonia ed era assai amato dagli dei Apollo e Artemide, tanto che il primo dei due lo portò in una terra sconosciuta a molti uomini sulla quale sorgeva il santuario di Apollo Iperboreo. Un giorno in quel tempio Clinis portò tutta la famiglia composta dai figli Arpia, Arpaso, Licio, Ortigio e la femmina Artemiche affinché fosse sacrificati degli asini al dio Apollo. Tuttavia il dio, senza farlo notare ai pellegrini, rimase offeso perché le bestie erano piuttosto vecchie e malconce. E se ne accorsero anche due dei membri della famiglia i quali non volevano sacrificare gli asini, entrando in conflitto con il resto della combriccola. Alla fine Clinis stava quasi per sgozzare gli animali quando il Apollo fece diventare furiose le bestie che divorarono in un battibaleno l'intera famiglia. Tuttavia gli dei tra i quali Poseidone, Leto e Artemide ebbero pietà di loro e pregarono affinché almeno Arpia e Arpaso fossero stato salvati. Apollo tramutò i due in uccelli che ancora oggi riportano lo stesso nome e di seguito anche Clinis e gli altri figli subirono la stessa metamorfosi. Lui divenne un aquilotto, Licio un corvo bianco, Artemiche un'allodola e Ortigio una tetta.

### Polifonte
Essa era una fanciulla divenuta sacerdotessa di un tempio dedicato ad Artemide, dea dedita alla caccia. Così facendo la ragazza trascurò i suoi doveri di ragazza nel gineceo e nelle scuole di formazione delle ragazze come lei per diventare delle perfette mogli in grado di soddisfare e di accudire i mariti. Infatti la dea protettrice di queste istituzioni era Afrodite, famosissima per i suoi poteri magici riguardo all'amore. Visto che Polifonte si era fatta sacerdotessa prima del tempo, la dea Afrodite la punì facendola innamorare di un orso. Dopo l'unione con la bestia la ragazza fu severamente punita da Artemide che la fece diventare cannibale assieme ai suoi due figli mezzi mostri nati dall'unione con l'orso: Agrio e Orico. Oltre ad essere orrendi, i due gemelli erano irrispettosi nei confronti sia degli dei che delle persone, catturando e mangiando chiunque incontrassero. Il sommo Zeus vedendo tale scempio mandò il dio messaggero Ermes a liberarsi dei due, ma alla fine lui decise di tramutare l'intera famiglia in uccelli. Agrio e Oreio furono cambiati rispettivamente in gufo e avvoltoio, entrambi mangiatori di carne, mentre Polifonte divenne una sorta di pipistrello o civetta che passava le giornate attaccata sottosopra ai rami alla quale fu dato il compito di annunciare le guerre future ai passanti. La serva della famiglia di Polifonte la quale aveva supplicato gli dei di risparmiare la padrona dalla metamorfosi, fu cambiata in picchio.

### Cerambo
Egli era un uomo toccato dagli Dei perché era figlio della ninfa Eidotea. Durante il Diluvio universale, dal quale ne uscirono vivi pochi dell'intera razza umana inclusi Deucalione e Pirra a bordo di una zattera, egli fu sollevato dalle onde dalla madre e condotto su un'altura a pascolare le pecore. Non sapendo come passare il tempo, egli intagliò un piccolo tubo di legno facendoci dei fori e un'imboccatura particolare affinché ne uscisse fuori musica. Così fu inventato il primo flauto e Cerambo divenne famoso per le sue numerose melodie, finché non si scontrò con il dio Pan. Infatti questi era un satiro mezzo uomo e mezzo capra, il dio della zampogna per eccellenza, e alla notizia che era sorto un altro inventore di uno strumento musicale andò in bestia. Con un inganno il dio fece impazzire Cerambo, già reso cieco dall'immensa gloria che gli veniva attribuita dal popolo per la sua invenzione, e lo accompagnò in un lungo viaggio. Infatti l'inverno si stava avvicinando e Cerambo doveva far traslocare il gregge di pecore se non voleva morire di freddo e durante la traversata si mise a colloquiare con Pan. Sempre sotto l'effetto del sortilegio, Cerambo disse cose allucinanti sul conto delle ninfe, ovvero che non discendevano dalla stirpe divina di Zeus, ma dall'unione di rozzi mezzi Dei come Spercheo e Deino e che addirittura una di queste: Diopatra tramutò le sue sorelle in pioppi non per salvarle dal desiderio immenso del dio Poseidone affinché non venissero violentate, ma solo per godersi lei tutti gli amplessi. Le ninfe scioccate dalle dichiarazioni trasformarono immediatamente Cerambo in un coleottero Cerambyx.

### Ascalabo
Egli era un marinaio proveniente dall'Attica. Quando Demetra, dea della fecondità e dell'agricoltura, giunse nella regione dato che era alla ricerca della figlia mortale Persefone rapita dal dio oscuro Ade, egli la accolse nella sua nave. Demetra, sotto false spoglie mortali, era assai assetata e chiese dell'acqua. Gliene fu portata ma la dea, non essendosi dissetata, svuotò l'intera nave, provocando le risa di Ascalabo il quale per prenderla in giro ordinò che fosse portata ancora un'altra botte. Demetra adiratasi molto raccolse alcune gocce d'acqua e pronunciando delle parole incomprensibili trasformò Ascalabo in una lucertola.

### Melanippe e Metioche
Queste erano sorelle, figlie di Orione. Quando l'uomo morì per opera di Artemide (spiata segretamente da lui mentre si faceva il bagno in uno stagno) che inviò uno scorpione a pungerlo sul piede, dalla cui morte nacque la famosa omonima costellazione, le due sorelle furono prese sotto le ali protettive di Atena e Afrodite le quali diedero loro saggezza e bellezza. Nei dintorni un uomo chiamato Elicone improvvisamente era stato colto da uno sconosciuto male e la gente non sapeva come alleviarlo. L'oracolo di Apollo aveva predetto che solo il sacrificio di due fanciulle vergini avrebbe placato la furia delle Erinni, dee dalle sembianze mostruose che tormentavano i malvagi e gli uccisori dei membri della propria famiglia, così Melanippe e Metioche si offrirono per essere immolate. Dopo il sacrificio le anime delle ragazze anziché scendere nell'Inferno furono trasformate dalla pietà di Ade e Persefone sua moglie in comete, e inoltre il loro culto viene celebrato presso Orcomeno.

### Ila

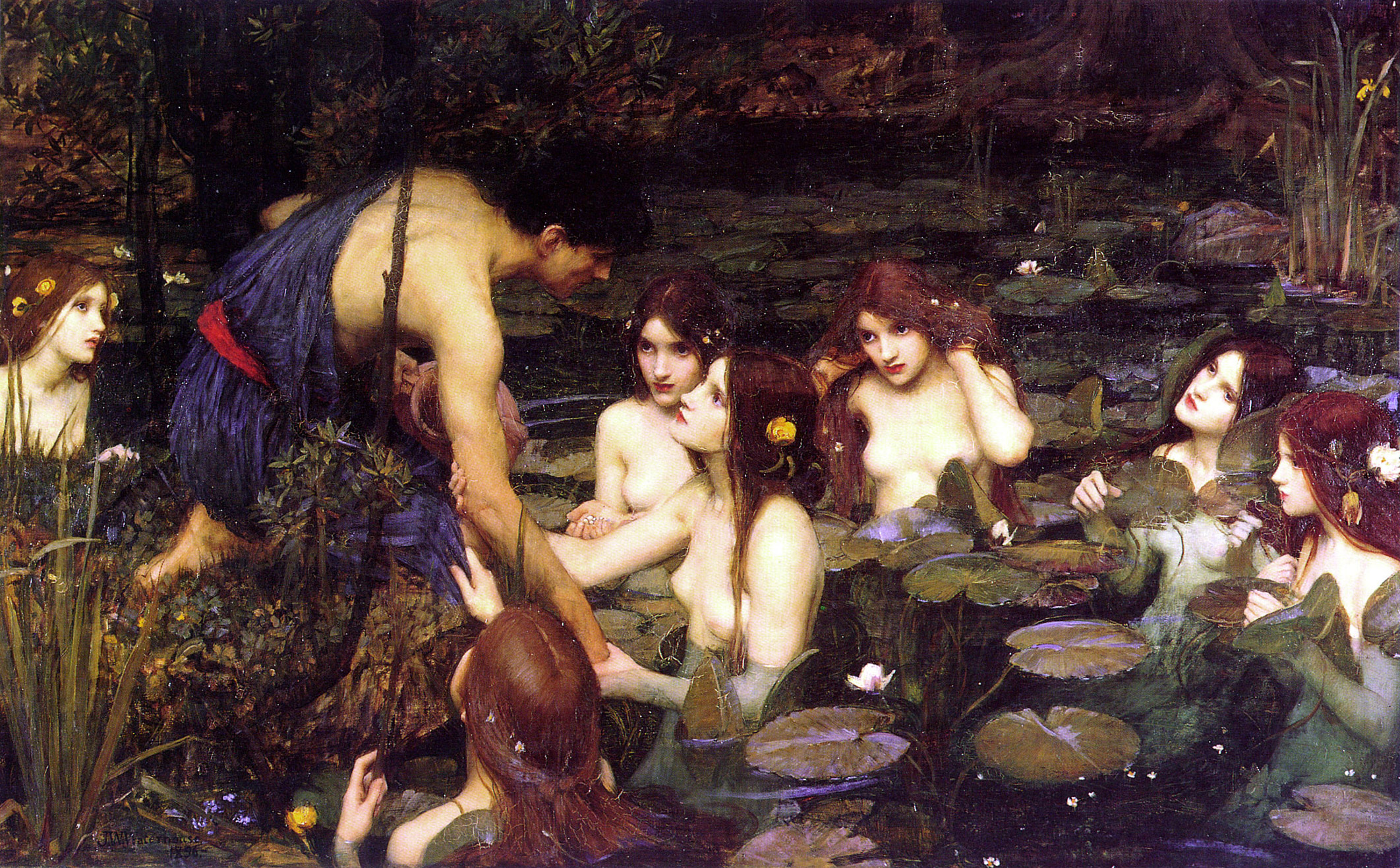
Hylas and the Nymphs ("Ila e le Ninfe"), olio su tela di John William Waterhouse, (1896), Manchester, City Art Galleries.

Eracle si invaghì della sua bellezza e lo rapì dopo aver ucciso suo padre Teiomadante, re dei Driopi. Ila divenne quindi l'amante e lo scudiero di Eracle, accompagnandolo ovunque.
Insieme si imbarcarono con Giasone per accompagnarlo alla ricerca del vello d'oro. Durante una sosta a Misia, Ila scese dalla nave con Eracle e si allontanò in cerca di una fonte d'acqua dolce.
Quando le ninfe della fonte, che stavano danzando attorno alla sorgente, videro arrivare Ila se ne innamorarono immediatamente. Nel momento in cui Ila si chinò per prendere l'acqua, una delle ninfe lo prese e lo tirò verso l'acqua per baciarlo, trascinandolo poi nel fiume con loro.
Eracle udì le grida di Ila mentre veniva trascinato in acqua e si mise a cercarlo disperatamente, temendo che fosse stato assalito da qualche ladro. Era così intento nella ricerca che lasciò che gli Argonauti ripartissero senza di loro. Ma di Ila non si vide più traccia.

### Ifigenia

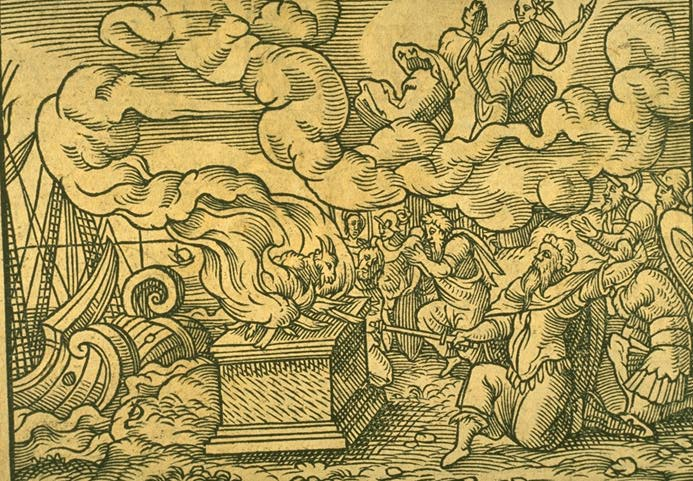
Il prodigio di Ifigenia.

Ella era la figlia di Agamennone, re di Micene, e della moglie Clitennestra. La ragazza fu immolata in tenera età a causa del padre il quale aveva offeso la dea Artemide durante una caccia autoproclamandosi sfacciatamente migliore di lei. Così accadde che la dea non permise all'esercito della Grecia di partire per Troia, giacché il principe della città Paride aveva rapito Elena, la sposa del fratello di Agamennone: Menelao il re di Sparta. L'oracolo di Apollo predisse che solo il sangue di Ifigenia avrebbe placato il mare burrascoso e Agamennone fu costretto ad obbedire. Non cercò neanche una giustificazione da dare alla moglie in lacrime, ma pensava solo ad affrettare l'evento tragico affinché potesse partire per Troia. Così egli comandò agli eroi Ulisse e Diomede di andare a prelevare la figlia con una scusa: un'immediata partenza della ragazza per l'Oriente giacché il guerriero Achille, innamorato segretamente di lei, voleva sposarla. Ifigenia tutta contenta si vestì come meglio poteva con ricchi pepli e manti bianchi per la celebrazione, tuttavia restò pietrificata quando fu condotta in piazza dove la aspettava il sacerdote. Allora la ragazza comprese l'inganno ma non si ritirò indietro conoscendo ora il responso e poggiò il collo sul marmo dell'altare. Artemide commossa dal gesto della fanciulla e sempre adirata con Agamennone per sua la pomposa stupidità, inviò un cervo alato sul posto che prelevò Ifigenia poco prima di essere sgozzata e la portò via per farla sacerdotessa della dea.

### Tifone

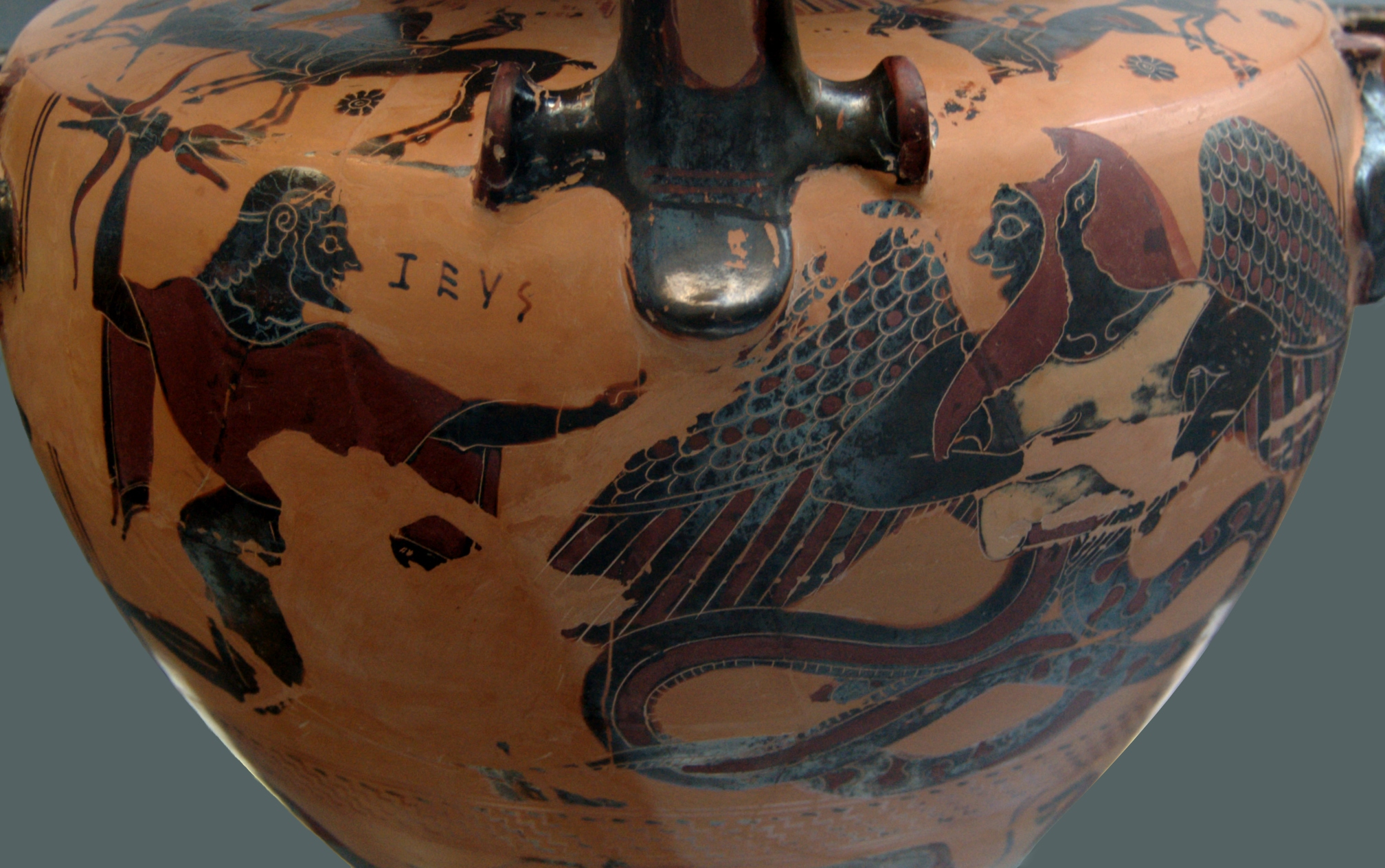
Zeus fronteggia il mostro Tifone, da un vaso greco a figure nere.

Egli era un dio mostruoso e crudele.

Gea, delusa per la sconfitta dei suoi figli, i Titani e i Giganti, per opera di Zeus, si lamentò di lui presso la moglie del re degli dèi: Era. La regina degli dèi credette alle parole della dea e, decisa a vendicarsi contro il suo consorte, si rivolse a Crono, che Zeus aveva precedentemente spodestato, e lo pregò di aiutarla. Deciso a vendicarsi del figlio-rivale, il dio del tempo si masturbò su due uova, che affidò alla dea, aggiungendo di sotterrarle in modo che, al tempo prestabilito, si aprissero per dare alla luce un demone capace di spodestare lo stesso Zeus. Era ascoltò i suoi suggerimenti e, dopo un certo periodo, da quelle uova nacque il mostro Tifone. Zeus fu aspramente redarguito dalla figlia Atena, che gli ricordò come da lui dipendesse il destino dell'umanità. Le due divinità assunsero così anch'esse proporzioni gigantesche ed affrontarono il mostro sul monte Casio, ai confini dell'Egitto. Nel primo, durissimo scontro Atena fu messa fuori combattimento in pochissimi istanti, ma subito dopo Zeus riuscì a respingere Tifone con un potente fulmine e quindi ad abbatterlo a colpi di falce. Quando però il re degli dèi si avvicinò per scagliare il colpo decisivo, Tifone gli strappò l'arma dalle mani e lo ferì gravemente, imprigionandolo poi in una caverna della Cilicia. Ermes e Pan accorsero allora a salvare Zeus. Pan spaventò il mostro con le sue urla, mentre Ermes liberò Zeus dalla prigione e lo curò. Il dio raggiunse l'Olimpo, prese la guida del suo carro alato e cominciò ad inseguire il gigante, colto di sorpresa dalla sua reazione. Una prima violenta battaglia si ebbe sul Monte Nisa e una seconda in Tracia, dove Tifone, ormai privo di controllo, cercò di fermare Zeus lanciandogli addosso intere montagne, ma ogni volta il Dio lo colpì implacabile con le folgori. Alla fine Tifone fuggì verso occidente e giunto in Sicilia tentò una disperata difesa sollevando l'intera isola per gettarla contro il Re dell'Olimpo. A questo punto, Zeus scagliò contro il gigante un ultimo, potentissimo fulmine che lo colpì in pieno. Tifone perse la presa e rimase schiacciato sotto l'isola che gli crollò addosso.

### Glantide

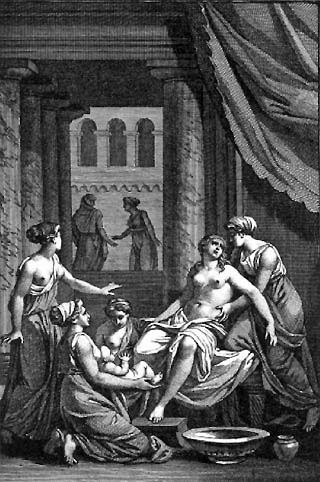
Incisione raffigurante la nascita di Eracle.

Alcmena, ormai giunta in prossimità del parto del figlio di Zeus, era ostacolata da Era, che aveva impedito alla figlia Ilizia e alle Moire di lasciar partorire Alcmena. Galantide inganna con astuzia Ilizia e Moire dicendo che il parto era già avvenuto nonostante il loro restare a gambe incrociate per impedire la nascita del bambino. Le quattro, stupite che il sortilegio non avesse funzionato, entrarono nella stanza di Alcmena, dove scoprirono che erano state truffate da Galantide. 
Era, irata dalla nascita del figlio di Zeus e dall'imbroglio di Galantide, tramutò quest'ultima in donnola condannandola a partorire i figli dalla bocca.

### Biblis

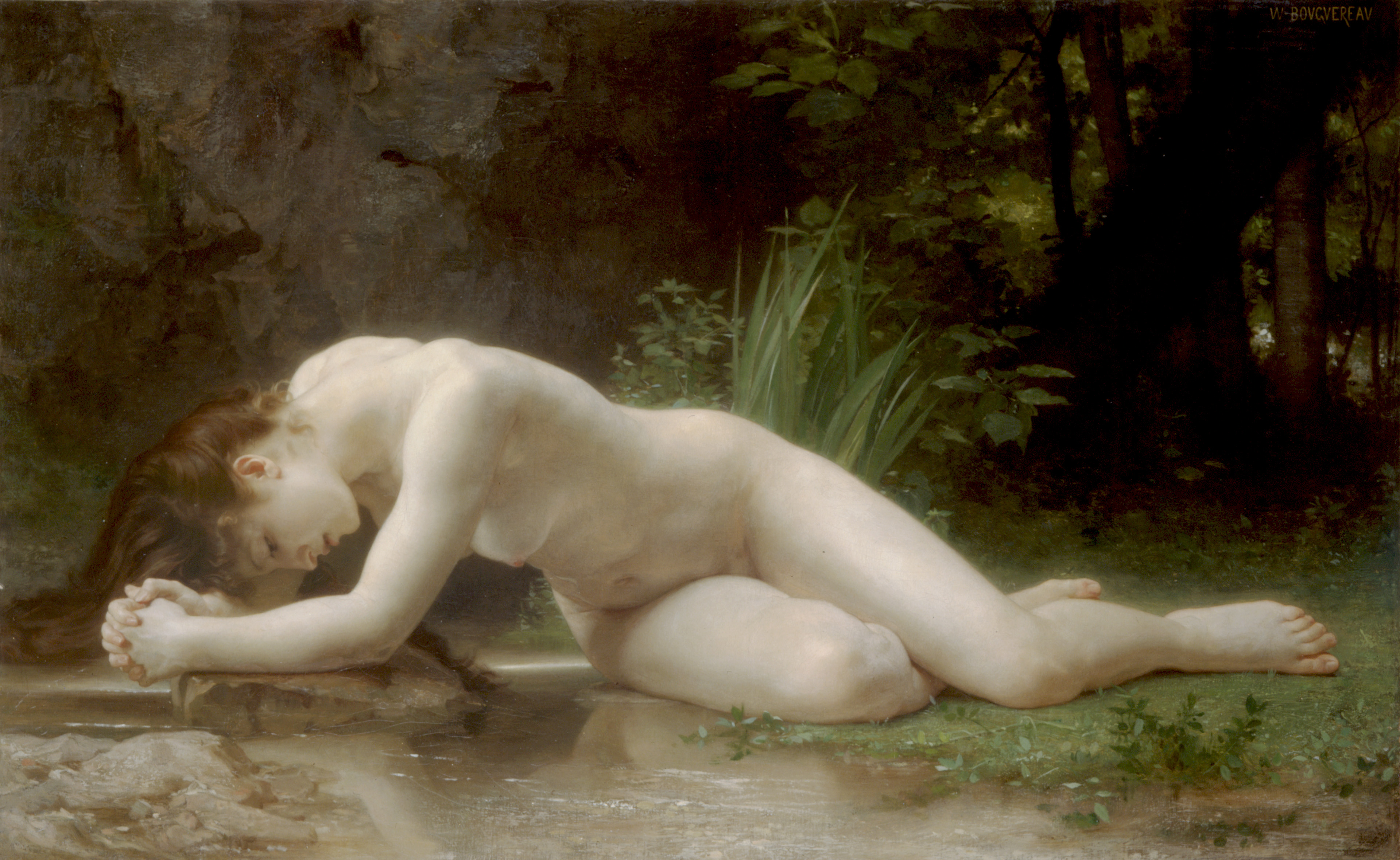
Biblis in un quadro di William-Adolphe Bouguereau.

Biblis era una figlia di Tragasia, famosa per essere stata l'amante incestuosa del fratello. Tuttavia la ragazza era fortemente contrariata perché non sapeva se dichiararsi o no. Infatti i suoi sentimenti erano troppo forti per Cauno, suo fratello, e non sapeva in che modo egli si sarebbe comportato. Ma c'era anche altro: se Biblis si fosse unita a Cauno il loro rapporto sarebbe risultato scabroso e distruttore delle dignità di ciascuno dei due. Tuttavia la ragazza non fece molto caso ai suoi dubbi e mandò una lunga lettera d'amore al fratello, senza omettere la firma, in cui cercava di far apparire le sue intenzioni più naturali possibile mettendo nel discorso chiari esempi di altri rapporti incestuosi tra uomini e Dei. Disgustato, Cauno cercava di stare lontano da lei il più possibile. Ma Biblis lo seguiva sempre finché non comprese l'impossibilità dell'unione. Allora la ragazza disperata cercò di suicidarsi gettandosi da una rupe ma fu salvata da un dio che tramutò lei in una pozza d'acqua e Cauno in una ninfa.

### Driope
Ella commise involontariamente un sacrilegio contro l'amadriade Lotide. Driope sarebbe andata nei pressi di un lago con la sorella, Iole, ed il figlio, per offrire ghirlande alle ninfe del luogo. Nelle vicinanze si trovava una pianta di loto, da cui ella recise un fiore per far giocare suo figlio. Dai fiori cominciò a fuoriuscire sangue, poiché quella era la pianta in cui Lotide si era trasformata per sfuggire a Priapo, che voleva violentarla. Dopo poco, Driope cominciò a trasformarsi a sua volta in loto. Poco prima di perdere del tutto il suo aspetto umano salutò la sorella, il padre ed il marito, accorsi in suo aiuto, e li pregò di prendersi cura del figlioletto, che era ancora tra le sue braccia. Chiese quindi che fosse affidato ad una nutrice, e che fosse portato nei pressi dell'albero in cui si stava trasformando, per insegnargli l'amore per i fiori e le piante, raccomandandogli di rispettarle poiché in ognuna poteva trovarsi il corpo di un'Amadriade.

### Alcmena
Anfitrione era partito in una spedizione contro dei nemici e Alcmena, sua moglie, era rimasta sola in casa. Al che, Zeus prende immediatamente le sembianze del marito, sostenuto dal figlio Ermes che si tramuta nel servo Sosia, per consumare tre notti d'amore con la donna. Infatti il Padre degli Dei aveva ordinato alle Ore, al dio Sole e a tutti gli altri dei di far scendere sulla Terra la notte per tre giorni e tre notti, affinché i due non fossero disturbati. Venuto alla luce, il piccolo Eracle viene affidato alle cure di Dioniso per istruirlo nell'arte della musica e del ballo e dal centauro Chirone nell'arte della lotta e della guerra.

### Cirna

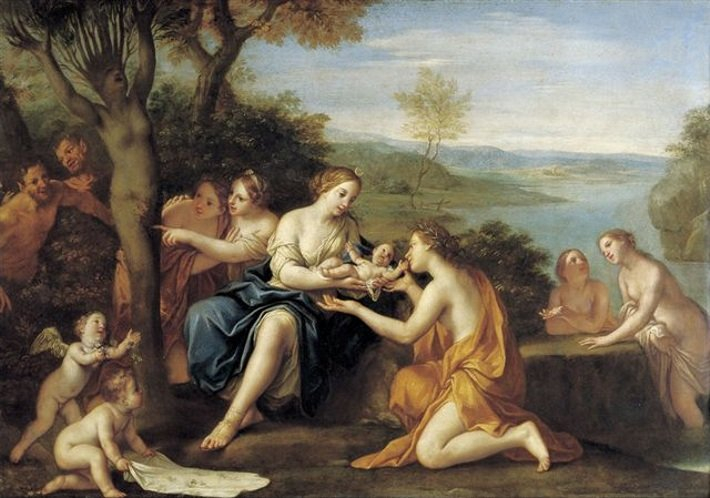
La nascita di Adone, dipinto di Marcantonio Franceschini.

Il mito è tratto dalle Metamorfosi di Ovidio. Cinira (Cinyra) è ora un cipriota nativo di Pafo e «se fosse rimasto senza prole, si sarebbe potuto annoverare fra le persone felici».

Il riferimento a Pafo attesta, significativamente, della diffusione che aveva avuto il culto di Adone da parte dei Fenici nell'isola di Cipro e di lì in Grecia. Tutte le successive rappresentazioni del mito attesteranno Cipro come luogo della vicenda obliando il primitivo riferimento alla Mesopotamia delle versioni letterarie più antiche. Il luogo dove si svolgono le vicende del poema di Ovidio è la Pancaia (Panchaea), un'isola favolosa sulla costa dell'Arabia citata per la prima volta dallo storico, etnografo e viaggiatore greco di età ellenistica, Evemero.
Ovidio avverte il lettore dell'empietà di cui sta per narrare che, per fortuna, riguarda una terra lontana il cui profumato incenso degli alberi, dice il poeta, non avrebbe dovuto meritare tanta sofferenza per essere prodotto.
Con quel misto di fascino (nell'indugiata e accorata descrizione dei sentimenti della fanciulla alla vicinanza del padre) e riprovazione (nei richiami infiammati al lettore per condannare l'impudicizia della vicenda) che costituisce il tono della sua elegia erotica, Ovidio descrive il tormento crescente di Mirra per un amore tanto intenso quanto impuro.
Il voler mettere fine a questa angoscia conduce Mirra a tentare il suicidio impiccandosi, ma la fanciulla viene salvata in tempo dalla anziana nutrice. A seguito delle insistenze e delle preghiere della balia, Mirra rivela il suo amore straziante per il padre.
La nutrice, dopo aver giurato di aiutarla, propone a Mirra di sostituirsi nel letto alla madre Cencrèide. Questa, infatti, partecipando ai misteri in onore della dea Cerere (festeggiata in quel periodo dell'anno) faceva voto di astenersi dai rapporti sessuali.
È lo stesso Cinira ad ordinare che Mirra venga condotta nel suo talamo, quando apprende dalla nutrice che una giovane e splendida vergine «dell'età di Mirra» spasima per lui, non immaginando che si tratti proprio della figlia. Mirra, turbata fra rimorso e desiderio, ma convinta dalla determinazione dell'anziana nutrice, fa l'amore con il padre.
La vicenda prosegue concordemente alla struttura narrativa già vista.
 
I due giacciono assieme per diverse notti fino a che Cinira, desideroso di vedere la sua amante, accende una lampada e si accorge della verità. La fanciulla, gravida, abbandona la Pancaia per sfuggire dalle ire del padre che vuole ucciderla.
La fuga, a differenza delle redazioni precedenti del mito, si svolge senza sosta per tutto il periodo della gravidanza fino a che Mirra, già prossima a partorire, giunge, infine, nella lontana terra di Saba.

Spossata, la ragazza ammette agli dei la propria colpa e chiede di essere bandita sia dal mondo dei vivi che da quello dei morti. Gli dei ascoltano la sua preghiera e Mirra, piangente, viene trasformata in un albero che stilla gocce di pianto profumato dalla corteccia nella descrizione piena di lirismo che ne fa Ovidio.
L'ultimo atto è la nascita di Adone, «creatura mal concepita cresciuta sotto il legno» (At male conceptus sub robore creverat infans), che cerca di uscire dalla prigione arborea in cui si è tramutata la madre che non ha voce per chiamare Giunone Lucina. La dea, impietosita, accorre comunque vicino all'albero, impone le sue mani sulla corteccia tesa e gonfia e pronunciando la formula del parto vi apre un varco. Dall'apertura esce un bellissimo neonato che viene subito preso in cura dalle Naiadi che lo ungono con le lacrime della madre.

### Pandareo
Egli rubò il cane di Zeus per vendicare la morte di Giasone. Demetra lo protesse dall'ira del dio e gli diede il dono di non soffrire mai di male al ventre. Da Armotoe ebbe tre figlie: Edone, Cleotera e Chelidonia, che vennero allevate, dopo la morte del padre, da Afrodite, Era ed Atena. Vennero poi rapite dalle Arpie e consegnate alle Erinni, che ne fecero le ancelle di Proserpina nell'Ade.

### Arceofone
Egli era profondamente innamorato di Asinoe, figlia di Nicocreone, un re dell'isola di Salamina. Dato che il monarca era venuto a sapere delle avances del giovane alla figlia, cercò di allontanarlo in tutti modi, anche perché Arcefone era di origine fenicia, popolo odiato da Nicocreone. Il giovane allora visitò la sua amata ogni notte con la speranza di essere accolto, ma invano. Cercò anche di combinare un incontro segreto tra lui e lei mediante l'aiuto della serva di casa. Ma la donna fu scoperta dal re che le fece tagliare gli occhi, la lingua e il naso. Non sapendo più cosa fare, Arceofone, pazzo di dolore, si suicidò. Quando vengono celebrati i funerali, la principessa Asinoe si affacciò alla finestra e mentre la bara veniva seppellita, sul suo viso si disegnò un sorriso beffardo. Allora la dea Afrodite, indignata più che mai per il comportamento irrispettoso nei confronti del morto, la tramutò in pietra.

### Bitomarti
Britomarti era una delle compagne di Artemide, le teneva i cani al guinzaglio e con la sua inventiva creò le reti per cacciare.

Minosse, re di Creta, aveva avuto molte amanti nel corso della sua vita. La sua preferita era Britomarti. La ragazza fuggì dal re nascondendosi in un bosco pieno di querce, ma per nove mesi le diede la caccia per monti e per valli, fino a quando disperata si gettò a mare e venne salvata da un gruppo di pescatori.

## Edizioni italiane
- Metamorfosi, a cura di G. Mordenti, La Mandragora Editrice, 1998, ISBN 978-88-861-2352-5.
- Le metamorfosi, a cura di Tommaso Braccini e Sonia Macrì, Collana Piccola Biblioteca, n. 714, Milano, Adelphi, 2018, ISBN 978-88-459-3241-0.